# Paralelo 30 norte
El Paralelo 30 N es el paralelo en el 30° grado a norte del plano ecuatorial terrestre.
Ciudades importantes en el paralelo 30° Norte incluyen a Guiza en el Egipto, la ciudad de Nueva Orleans en los Estados Unidos y las ciudades Chengdu y Ya'an, en China, el poblado El Rosario en Baja California, México.
A esta latitud el día dura 14 horas con 5 minutos en el solsticio de junio y 10 horas con 13 minutos en el solsticio de diciembre.

## Dimensiones
Conforme el sistema geodésico WGS 84, en el nivel de latitud 30° N, un grado de longitud equivale a 96,48 km; la extensión total del paralelo es por lo tanto 34.735 km, cerca de 87% de la extensión del ecuador, de la cual ese paralelo dista 3.320 km, distando 6.682 km del polo norte sin embargo considerando a geometría de la tierra, una esfera perfecta, cuyo meridiano patrón corresponde las 40.000.000 partes iguales (según los términos de la convención internacional para el sistema métrico universal) el paralelo 30° dista del polo superior exactamente 6.666.666,66 m.

## Cruzamentos
Comenzando por el meridiano de Greenwich y tomando la dirección este, el paralelo 30° Norte pasa por:
| País, territorio o mar   | Notas                                  |
| ------------------------ | -------------------------------------- |
| Argelia                  | Norte del país                         |
| Libia                    | Norte del país - Ghardaya              |
| Egipto                   | Norte del país - Cairo                 |
| Israel                   | Extremo sur                            |
| Jordania                 | Sur del país                           |
| Arabia Saudita           | Norte del país                         |
| Irak                     | Sur del país                           |
| Kuwait                   | Norte del país                         |
| Irak                     | Sur del país - Umm Qasr                |
| Golfo Pérsico            | Extremo norte                          |
| Irán                     | Bandar al Khomeini                     |
| Afganistán               | Extremo sur                            |
| Pakistán                 | Medio del país - Quetta                |
| India                    | Norte - Panyab, Uttar Pradesh, Hariana |
| Nepal                    | Extremo norte - Himalaya - Jamla       |
| China                    | Xinjiang                               |
| Mar de la China Oriental |                                        |
| Japón                    | Isla de Kuchinoshima                   |
| Océano Pacífico          |                                        |
| México                   | El Rosario Baja California             |
| Golfo de California      |                                        |
| México                   | Sonora, Chihuahua                      |
| Estados Unidos           | Texas Louisiana                        |
| Golfo de México          |                                        |
| Estados Unidos           | Florida                                |
| Océano Atlántico         |                                        |
| Marruecos                | Agadir                                 |
| Argelia                  | Norte                                  |